# 林亜美
林 亜美（はやし あみ、1983年12月6日 - ）は、北部九州で活動するアナウンサー・タレント。元長崎文化放送（NCC）のアナウンサー。

## 人物・経歴
福岡県出身。2006年福岡大学法学部卒業。学生時代は福岡県を拠点にローカルタレントとして活動していた。
2007年11月に長崎文化放送にアナウンサーとして入社。在任中には、地上デジタル放送推進大使のNCC代表を務めたこともある。2011年11月末をもって退社。その後は福岡に戻り、フリーアナウンサーとして活動している。

## 現在の出演番組
- 今日感テレビの気象情報担当、金曜日のみ（RKBテレビ）
- あさチャン!、報道LIVE あさチャン!サタデーのローカル枠のニュース（RKBテレビ）

## 過去の出演番組
タレント時代（NCC入社前）
- アサデス。KBC（九州朝日放送）
- めんたいワイド（福岡放送）

NCC在籍時
- トコトン・サタデー
- パネルクイズ アタック25女性アナウンサー大会（ABCテレビ制作、2009年1月11日） - 眞方富美子アナとペアを組み出場。
- 朝だ!生です旅サラダ（ABCテレビ制作、長崎地区リポーター）
- スーパーJチャンネルながさき
- nccニュース
- 地上デジタル放送推進大使（2008年4月 - 2011年7月24日） - 前任の前田真里アナから、「デジレッド」を引き継いだ。
  - 林亜美のレッツ地デジ!

NCC退社後
- 原口・はなわの踊る!すまいる大御殿（RKBテレビ）

## 長崎地区地上デジタル放送推進大使
2008年10月1日時点での林以外のメンバーは以下のとおり。2011年7月24日のアナログ放送終了での最終メンバーは、後述のテンプレートを参照のこと。
- NHK長崎放送局…佐藤なつみ（途中降板）三輪秀香
- NBC長崎放送…早田紀子・友成由紀（両者とも途中降板）
- NIB長崎国際テレビ…千北英倫子（林とともにアナログ放送終了まで務める）
- KTNテレビ長崎…川波美幸・春山恵理（両者とも途中降板）